# Invazia anglo-saxonă a Britaniei

O hartă care prezintă așezarea popoarelor anglo-saxone în jurul anului 600 ani

Harta migrației populațiilor saxone

Colonizarea (”settlement”) anglo-saxonă a Britaniei a fost migrația și colonizarea popoarelor germanice din Europa continentală în Britania în timpul Evului Mediu timpuriu, în special sosirea anglo-saxonilor în Britania, după prăbușirea stăpânirii romane în secolul al V-lea. Migrația saxonă a început în jurul anului 450 și a continuat pe tot parcursul secolului 5.
Cauza, progresul și impactul așezării popoarelor germanice în Britania este subiectul a numeroase dezbateri contradictorii, pe baza a diferitelor relatări și dovezi. Din păcate sunt puține surse scrise ce documentează venirea anglo-saxonilor. Aceste surse fie au fost înregistrate la mare depărtare geografică, fie au fost scrise după o perioadă importantă de timp (Cronica Anglo-Saxona, scrisă în secolul 9). Însă, descoperiri arheologice și cercetări științifice (mai ales în ceea ce privește numele localităților) au dus la dezvăluirea multor date ale poveștii. Diviziunea tradițională a migranților în englezi, saxoni și iuți - popoarele din Angeln, Saxonia și din Iutlanda - provine de la Historia ecclesiastica gentis Anglorum, o istorie latină din secolul al VIII-lea scrisă de Beda Venerabilul despre creștinismul din Regatul Angliei. Un număr mic de anglo-saxoni locuiau în Britannia, chiar și înaintea plecării romanilor. După ce aceștia au plecat, britanii rămași se pare că au angajat mai mulți mercenari anglo-saxoni ca răspuns la amenințarea  pe care o reprezentau picții din nordul Scoției, în prima jumătate a secolului V.
Cunoscuți sub numele de saxoni sau anglo-saxoni, aceștia erau de fapt anglii (din Schleswig-Holstein în sudul Danemarcei/nordul Germaniei), saxonii (din nordul Germaniei) și iuții (din Iutlanda, pe coasta Germaniei/Olandei).
Britanii nativi erau creștini, destul de mulți dintre ei știau să scrie și să citească și vorbeau diferite dialecte celtice sau latină. Anglo-saxonii erau păgâni, analfabeți și vorbeau engleza veche, o limbă germanică care va sta la baza englezei moderne.
Cercetările istorice și arheologice din secolul al XX-lea au arătat că existat o gamă mai largă de popoare germanice de pe coastele din Frizia, Saxonia Inferioară și Suedia care, de asemenea, s-au mutat în Marea Britanie în această epocă. Anglo-saxonii au înlocuit în mare parte cultura celtică și societatea din sudul si centrul Britaniei și au contribuit la crearea de Anglo-Saxoniei și la apariția și utilizarea limbii engleze vechi. 